# Rutland (Vermont)
Rutland je okresní město v americkém státu Vermont. V roce 2000 zde žilo 17 292 obyvatel, v roce 2020 pak populace klesla na 15 807 obyvatel.
K roku 2020 se jednalo o třetí největší vermontské město po Burlingtonu a South Burlingtonu.

## Partnerské město
Išidorija, Japonsko